# Fed Cup 2012 Spareggi Gruppo Mondiale
Gli spareggi per il Gruppo Mondiale 2012 sono i principali spareggi della Fed Cup 2012, e collegano il Gruppo Mondiale al Gruppo Mondiale II. Ad essi partecipano le 4 squadre sconfitte nel primo turno del Gruppo Mondiale (Belgio, Germania, Spagna e Ucraina) e le 4 squadre vincitrici del Gruppo Mondiale II (Australia, Giappone, Slovacchia e Stati Uniti) incrociandosi in scontri ad eliminazione diretta. Le 4 squadre vincenti gli spareggi avranno il diritto a partecipare al Gruppo Mondiale del 2013 e lottare quindi per la conquista della Fed Cup 2013, mentre le perdenti retrocedono al Gruppo Mondiale II.

## Accoppiamenti
Le partite si disputano il 21 e 22 aprile 2012.
- Ucraina vs  Stati Uniti
- Giappone vs  Belgio
- Spagna vs  Slovacchia
- Germania vs  Australia

### Ucraina vs. Stati Uniti
| Ucraina 0 | Superior Golf & Spa Resort, Charkiv, Ucraina 21 aprile - 22 aprile 2012 Terra rossa (outdoor) | Superior Golf & Spa Resort, Charkiv, Ucraina 21 aprile - 22 aprile 2012 Terra rossa (outdoor) | Stati Uniti 5 |     |     |  |
| \| \| \| \| 1 \| 2 \| 3 \| \| \| - \| \| ----------------------------------------------------------------- \| --- \| --- \| --- \| \| \| 1 \| \| Lesja Curenko Christina McHale \| 1 6 \| 6 4 \| 3 6 \| \| \| 2 \| \| Elina Svitolina Serena Williams \| 2 6 \| 1 6 \| \| \| \| 3 \| \| Lesja Curenko Serena Williams \| 3 6 \| 2 6 \| \| \| \| 4 \| \| Elina Svitolina Christina McHale \| 5 7 \| 3 6 \| \| \| \| 5 \| \| Ljudmyla Kičenok / Nadežda Kičenok Liezel Huber / Sloane Stephens \| 4 6 \| 1 6 \| \| \| |                                                                                               |                                                                                               |               |     |     |  |
| |                                                                                               |                                                                                               | 1             | 2   | 3   |  |
| 1 | Ucraina (bandiera) · Stati Uniti (bandiera)                                                   | Lesja Curenko Christina McHale                                                                | 1 6           | 6 4 | 3 6 |  |
| 2 | Ucraina (bandiera) · Stati Uniti (bandiera)                                                   | Elina Svitolina Serena Williams                                                               | 2 6           | 1 6 |     |  |
| 3 | Ucraina (bandiera) · Stati Uniti (bandiera)                                                   | Lesja Curenko Serena Williams                                                                 | 3 6           | 2 6 |     |  |
| 4 | Ucraina (bandiera) · Stati Uniti (bandiera)                                                   | Elina Svitolina Christina McHale                                                              | 5 7           | 3 6 |     |  |
| 5 | Ucraina (bandiera) · Stati Uniti (bandiera)                                                   | Ljudmyla Kičenok / Nadežda Kičenok Liezel Huber / Sloane Stephens                             | 4 6           | 1 6 |     |  |

### Giappone vs. Belgio
| Giappone 4 | Ariake Coliseum, Tokyo, Giappone 21 aprile - 22 aprile 2012 Cemento (indoor) - DecoTurf | Ariake Coliseum, Tokyo, Giappone 21 aprile - 22 aprile 2012 Cemento (indoor) - DecoTurf | Belgio 1 |     |   |  |
| \| \| \| \| 1 \| 2 \| 3 \| \| \| - \| \| --------------------------------------------------------------------------- \| ---- \| --- \| - \| \| \| 1 \| \| Ayumi Morita Alison van Uytvanck \| 6 4 \| 6 4 \| \| \| \| 2 \| \| Kimiko Date-Krumm Tamaryn Hendler \| 6 1 \| 6 4 \| \| \| \| 3 \| \| Ayumi Morita Tamaryn Hendler \| 7 5 \| 6 2 \| \| \| \| 4 \| \| Kurumi Nara Alison van Uytvanck \| 62 7 \| 0 6 \| \| \| \| 5 \| \| Rika Fujiwara / Kimiko Date-Krumm Ysaline Bonaventure / Alison van Uytvanck \| 6 2 \| 6 4 \| \| \| |                                                                                         |                                                                                         |          |     |   |  |
| |                                                                                         |                                                                                         | 1        | 2   | 3 |  |
| 1 | Giappone (bandiera) · Belgio (bandiera)                                                 | Ayumi Morita Alison van Uytvanck                                                        | 6 4      | 6 4 |   |  |
| 2 | Giappone (bandiera) · Belgio (bandiera)                                                 | Kimiko Date-Krumm Tamaryn Hendler                                                       | 6 1      | 6 4 |   |  |
| 3 | Giappone (bandiera) · Belgio (bandiera)                                                 | Ayumi Morita Tamaryn Hendler                                                            | 7 5      | 6 2 |   |  |
| 4 | Giappone (bandiera) · Belgio (bandiera)                                                 | Kurumi Nara Alison van Uytvanck                                                         | 62 7     | 0 6 |   |  |
| 5 | Giappone (bandiera) · Belgio (bandiera)                                                 | Rika Fujiwara / Kimiko Date-Krumm Ysaline Bonaventure / Alison van Uytvanck             | 6 2      | 6 4 |   |  |

### Spagna vs. Slovacchia
| Spagna 2 | Club de Tenis Puente Romano, Marbella, Spagna 21 aprile - 22 aprile 2012 Terra rossa (outdoor) | Club de Tenis Puente Romano, Marbella, Spagna 21 aprile - 22 aprile 2012 Terra rossa (outdoor)   | Slovacchia 3 |      |     |  |
| \| \| \| \| 1 \| 2 \| 3 \| \| \| - \| \| ------------------------------------------------------------------------------------------------ \| ---- \| ---- \| --- \| \| \| 1 \| \| Lourdes Domínguez Lino Dominika Cibulková \| 3 6 \| 0 6 \| \| \| \| 2 \| \| Sílvia Soler Espinosa Daniela Hantuchová \| 7 65 \| 6 4 \| \| \| \| 3 \| \| Sílvia Soler Espinosa Dominika Cibulková \| 4 6 \| 4 6 \| \| \| \| 4 \| \| Lourdes Domínguez Lino Daniela Hantuchová \| 6 0 \| 64 7 \| 4 6 \| \| \| 5 \| \| Nuria Llagostera Vives / Arantxa Parra Santonja Magdaléna Rybáriková / Anna Karolína Schmiedlová \| 6 0 \| 67 7 \| 6 3 \| \| |                                                                                                |                                                                                                  |              |      |     |  |
| |                                                                                                |                                                                                                  | 1            | 2    | 3   |  |
| 1 | Spagna (bandiera) · Slovacchia (bandiera)                                                      | Lourdes Domínguez Lino Dominika Cibulková                                                        | 3 6          | 0 6  |     |  |
| 2 | Spagna (bandiera) · Slovacchia (bandiera)                                                      | Sílvia Soler Espinosa Daniela Hantuchová                                                         | 7 65         | 6 4  |     |  |
| 3 | Spagna (bandiera) · Slovacchia (bandiera)                                                      | Sílvia Soler Espinosa Dominika Cibulková                                                         | 4 6          | 4 6  |     |  |
| 4 | Spagna (bandiera) · Slovacchia (bandiera)                                                      | Lourdes Domínguez Lino Daniela Hantuchová                                                        | 6 0          | 64 7 | 4 6 |  |
| 5 | Spagna (bandiera) · Slovacchia (bandiera)                                                      | Nuria Llagostera Vives / Arantxa Parra Santonja Magdaléna Rybáriková / Anna Karolína Schmiedlová | 6 0          | 67 7 | 6 3 |  |

### Germania vs. Australia
| Germania 2 | Porsche-Arena, Stoccarda, Germania 21 aprile - 22 aprile 2012 Terra rossa (indoor) | Porsche-Arena, Stoccarda, Germania 21 aprile - 22 aprile 2012 Terra rossa (indoor) | Australia 3 |     |   |  |
| \| \| \| \| 1 \| 2 \| 3 \| \| \| - \| \| ------------------------------------------------------------------ \| ---- \| --- \| - \| \| \| 1 \| \| Angelique Kerber Samantha Stosur \| 61 7 \| 4 6 \| \| \| \| 2 \| \| Julia Görges Jarmila Gajdošová \| 4 6 \| 4 6 \| \| \| \| 3 \| \| Andrea Petković Samantha Stosur \| 4 6 \| 1 6 \| \| \| \| 4 \| \| Angelique Kerber Olivia Rogowska \| 6 3 \| 6 3 \| \| \| \| 5 \| \| Julia Görges / Andrea Petković Casey Dellacqua / Jarmila Gajdošová \| 6 3 \| 6 4 \| \| \| |                                                                                    |                                                                                    |             |     |   |  |
| |                                                                                    |                                                                                    | 1           | 2   | 3 |  |
| 1 | Germania (bandiera) · Australia (bandiera)                                         | Angelique Kerber Samantha Stosur                                                   | 61 7        | 4 6 |   |  |
| 2 | Germania (bandiera) · Australia (bandiera)                                         | Julia Görges Jarmila Gajdošová                                                     | 4 6         | 4 6 |   |  |
| 3 | Germania (bandiera) · Australia (bandiera)                                         | Andrea Petković Samantha Stosur                                                    | 4 6         | 1 6 |   |  |
| 4 | Germania (bandiera) · Australia (bandiera)                                         | Angelique Kerber Olivia Rogowska                                                   | 6 3         | 6 3 |   |  |
| 5 | Germania (bandiera) · Australia (bandiera)                                         | Julia Görges / Andrea Petković Casey Dellacqua / Jarmila Gajdošová                 | 6 3         | 6 4 |   |  |

## Verdetti
- Promosse al Gruppo Mondiale 2013:  Australia -  Giappone -  Slovacchia -  Stati Uniti
- Retrocesse al Gruppo Mondiale II 2013:  Belgio -  Germania -  Spagna -  Ucraina